# 載鈖
貝子載鈖（1825年10月22日—1853年11月4日），愛新覺羅氏，貝勒奕綸第十子，母妾佟氏，其父為佟玉，履親王系第五代。
他在道光五年九月（1825年）出生，道光十六年八月（1836年）接替父親成為履親王第五代，但因為履親王並非世襲罔替的爵位，因此他的封爵只是貝子。
咸豐三年十月（1853年）他去世，虛齡二十九岁，由於他無子，因此以養子溥楙襲封履親王系第六代，不過需遞降為奉恩鎮國公襲封。